# Demasiada intimidad
Demasiada Intimidad es el quinto disco de estudio de Cadena Perpetua, distribuido por Tocka Discos/Sony BMG. Musicalmente podría decirse que continúa con la línea de sus dos álbumes anteriores, con un sonido un tanto más pulido. Los cortes de difusión "Algo Personal" y "No Mires al Cielo" tuvieron un éxito moderado, siendo altamente rotados en radio y televisión.
Con este disco bajo el brazo llegan al estadio Pepsi Music (ex-Obras Sanitarias) y graban un CD/DVD de dicho show.

## Lista de temas
1. "Violencia"
2. "Culpables"
3. "No mires el cielo"
4. "Algo personal"
5. "¿Qué estoy buscando?"
6. "El angelito grassioso"
7. "Los miserables"
8. "Adiós"
9. "Cerrar la historia"
10. "Pánico"
11. "3 historias"
12. "Trampa mortal"
13. "En burla del destino"
14. "El juego del medio (estímulos)"

## Ficha técnica
- Hernan Valente: Guitarra y voz
- Eduardo Graziadei: Bajo y coros (voz principal en "¿Que estoy buscando?")
- Damian Biscotti: Batería
- Grabado, mezclado y masterizado en los estudios "Del Abasto al pasto" entre abril y agosto de 2006 por Álvaro y Gonzalo Villagra.
- Producción ejecutiva: Roberto Costa y Alberto Moles.

- Datos: Q5802065